# العبودية في الكليات والجامعات الأمريكية
عُدّ دور العبودية في الكليات والجامعات الأمريكية (بالانجليزية: Slavery at American colleges and universities) محورًا للتحقيق والجدل التاريخي. جاهد الأفارقة المستعبدون لبناء مؤسسات التعليم العالي في الولايات المتحدة، وشارك اقتصاد العبودية في تمويل العديد من الجامعات. تم استغلال الناس، الذين أجبروا على العمل بالنظر إلى أنهم أقل مستوى من البشر الآخرين، لبناء المباني الأكاديمية والقاعات السكنية. على الرغم من تقديم العبودية منذ فترة طويلة كمؤسسة فريدة في الجنوب، إلا أن الكليات والجامعات في الولايات الشمالية قد استفادت من عمل العبيد أيضًا. جلب اقتصاد العبودية لبعض مالكي العبيد ثروةً ضخمة، ما مكّنهم من أن يصبحوا ممولين رئيسيين للكليات المنشئة حديثًا. استفادت العديد من الكليات التي تأسست في ولايات مورست فيها العبودية بشكل قانوني من حكم البلوتوقراطية. تم بيع العبيد من قِبَل مديري الجامعات لتوليد رأس المال. في بعض أجزاء البلاد، كان من المألوف أيضًا أن يُحضر الطلاب الأثرياء شخصًا مستعبدًا معهم إلى الكلية. إن إنهاء ما يقرب من 250 عامًا من العبودية لم يُنهي سيادة البيض أو العنصرية الهيكلية أو غيرها من أشكال القمع في الكليات الأمريكية وما يزال إرث العبودية قائمًا حتى الآن في العديد من المؤسسات.
في عام 2004، كتب إيرا برلين أن دراسة العبودية في الجامعات يمكن أن تكون مثيرة للجدل ويمكن أن تؤدي إلى جدالات حرجة. «مقيدًا بتهمة أن المترجمين الفوريين قد بالغوا في السؤال (لماذا تفكر في هذا الأمر؟) أو باختصار (لماذا لا يمكنك مواجهة الحقيقة؟)». يُذكر أنه من خلال حساب العبودية، «يمكن للأمريكيين - البيض والسُّود - أن يكون لهم ماض لا يُنسى، لكنه في النهاية مجرد ماضي».
في عام 2006، أصبحت جامعة براون أول جامعة تنشر تقريرًا يوضح بالتفصيل روابطها بالعبودية. على مدى العقود التالية، بذلت مجموعة من الكليات والجامعات الأمريكية جهودًا كبيرة في البحث والمعالجة والتدريس حول صلاتها التاريخية بالعبودية. في عام 2014، ساهمت مجموعة من المؤسسات التابعة لجامعة فيرجينيا في إنشاء جامعات لدراسة العبودية (يو إس إس)، وهي مجموعة عمل غير رسمية والتي أصبحت لاحقًا ائتلاف مؤسساتي مكرس للتحقيق في التاريخ المؤسسي من حيث صلتها بالعبودية أو العنصرية. تجددت الجهود والدعوات لمعالجة الروابط التاريخية بالعبودية والعنصرية الدائمة في الجامعات الأمريكية في أعقاب احتجاجات جورج فلويد لعام 2020.

## جامعة براون
امتلك عدد من مؤسسي جامعة براون والإداريين الأوائل عبيدًا لأنفسهم. كان من بينهم ستيفن هوبكنز، المستشار الأول لجامعة براون؛ وجيمس مانينغ، أول رئيس للكلية.

### عائلة براون
لعبت عائلة براون، التي تحمل اسم الجامعة نفسه، دورًا أساسيًا في إنشاء الكلية وتغطية مواردها. امتلكوا العبيد وشاركوا في تجارتهم واستثمروا في رحلتين للعبيد (1736 و 1759). مقارنةً بزملائهم الأعضاء من فئة النخبة التجارية في رود آيلاند، لم يكن أفراد عائلة براون من كبار تجار العبيد. وفقًا للمؤرخة جوان ميليش، «كان العديد من سكان بروفيدنس يمتلكوت عبيدًا أكثر من جون براون».

لم تكن علاقة الأسرة بالعبودية موحدة أو ثابتة. في عام 1773، عانى موسى براون من أزمة عاطفية وروحية أدت إلى تحوله إلى جمعية الأصدقاء الدينية. في ذلك الوقت، تخلى موسى، الذي كان قد استعبد ستة أشخاص سابقًا، عن العبودية. حرّر موسى عبيده في نفس العام، وكتب:
بينما أنا مقتنع بوضوح أن شراء وبيع الرجال من أي لون يتناقض مع العقل الإلهي الذي يتجلى في ضمير جميع الرجال، إلا أن البعض قد يسكته ويتجاهل توبيخه، إلى جانب أن المنطق يقول بأن استعباد الزنوج في العبودية مهما كانت المعاملة لطيفة يميل إلى مضاعفة وتشجيع الممارسة الجائرة المتمثلة في جلبهم من بلدهم الأصلي، الأمر الذي يتعارض مع العدالة والرحمة والإنسانية الواجبة على كل شخص مسيحي.
على مدى السنوات التالية، برز موسى كمناصر بارز لإلغاء عقوبة الإعدام وبدأ حملة عنيفة ضد العبودية. تعارضت هذه الآراء مع آراء شقيقه جون، الذي كان مدافعًا عن هذه الممارسة، ما أدى إلى فترة من الجدل العام والصريح بينهما. واصل جون براون المشاركة في تجارة العبيد الدولية في تسعينيات القرن الثامن عشر بعد إلغائها الفيدرالي. بسبب هذا الانتهاك، حوكم جون في محكمة فيدرالية، ما جعله أول شخص متهم بموجب القانون.
يوجد في قاعة الجامعة، أقدم مبنى في جامعة براون، العديد من المشاهد التي تبيّن روابطها بالعبودية. تبرع تاجر وتاجر العبيد البارز هارون لوبيز بالأخشاب لمشروع البناء في حين تبنى زميله تاجر العبيد نيكولاس براون الأب، تمويل البناء. تنوعت القوى العاملة المشاركة في بناء المبنى، ما يعكس الاختلاط العِرقي والاجتماعي لسكان بروفيدنس الاستعمارية. عمل العبيد والزنوج المعتقون والسكان الأصليون والعمال البيض المهرة وغير المهرة في عمليات الإنشاء للمبنى.

### العبودية والعدالة
في عام 2003، أطلقت رئيسة الجامعة آنذاك روث جان سيمونز لجنة توجيهية للبحث في أسس العبودية خلال القرن الثامن عشر. في أكتوبر عام 2006، أصدرت اللجنة تقريرًا يوثق النتائج التي توصلت إليها. تحت عنوان «العبودية والعدالة»، عرضت الوثيقة بالتفصيل الطرق التي استفادت منها الجامعة بشكل مباشر وغير مباشر من تجارة العبيد عبر المحيط الأطلسي وعمل العبيد. تضمن التقرير سبع توصيات حول آلية معالجة الجامعة لهذا الإرث. أكمل براون منذ ذلك الحين عددًا من هذه التوصيات، بما في ذلك إنشاء مركز دراسة العبيد والعدالة وصرف هبة دائمة بقيمة 10 ملايين دولار لمدارس بروفيدنس العامة. يمثل تقرير براون عن العبودية والعدالة أول مشروع حقيقي من قِبَل جامعة أمريكية لمعالجة روابطها بالعبودية ودفع المؤسسات الأخرى إلى القيام بالمثل.

#### تخليد الذكرى
في سبتمبر عام 2014، أقامت الجامعة نصبًا تذكاريًا للاعتراف بعلاقة المؤسسة بتجارة العبيد عبر المحيط الأطلسي وإحياء ذكرى الأفارقة والأفارقة الأمريكيين، المستعبدين والمعتقين على حد سواء، الذين لعبوا دورًا أساسيًا في بناء الجامعة. كان إنشائ هذه الجامعة من إحدى التوصيات التي تم وضعها في تقرير براون للعبودية والعدالة لعام 2006. يتكون النصب التذكاري، الذي صممه النحات المعاصر مارتن بوريير، الذي يقع بجوار قاعة الجامعة، من كرة ضخمة وسلسلة نصف مغمورة في الأرض.

#### الترميم أو الإصلاحات
في تصويت أجري عام 2021، صوّت أكثر من 80٪ من طلاب جامعة براون المشاركين لصالح استفتاء غير ملزم يدعو الجامعة إلى دفع تعويضات لأحفاد الأشخاص المستعبدين من قِبَل مؤسسيها والمانحين. في أبريل عام 2021، رفضت الرئيسة كريستينا باكسون الالتزام بسياسة التعويض المالي المباشر لأحفاد المستعبدين، واصفةً القضية بأنه «طلب معقد حقًا».